# Šumarak, Kovin
Šumarak (izvirno srbsko Шумарак; madžarsko Emánueltelep) je naselje v Srbiji, ki upravno spada pod Občino Kovin; slednja pa je del Južnobanatskega upravnega okraja.

## Demografija
V naselju živi 139 polnoletnih prebivalcev, pri čemer je njihova povprečna starost 39,9 let (39,7 pri moških in 40,2 pri ženskah). Naselje ima 59 gospodinjstev, pri čemer je povprečno število članov na gospodinjstvo 3,02.
Prebivalstvo je večinoma nehomogeno.
|  |

| Demografija | Demografija     | Demografija     |
| Leto        | Št. prebivalcev | Št. prebivalcev |
| ----------- | --------------- | --------------- |
|             |                 |                 |
|             |                 |                 |
|             |                 |                 |
|             |                 |                 |
| 1948        | 233             |                 |
| 1953        | 231             |                 |
| 1961        | 192             |                 |
| 1971        | 241             |                 |
| 1981        | 168             |                 |
| 1991        | 109             | 109             |
| 2002        | 179             | 180             |
|             |                 |                 |

| let  | Укупно | Madžari | Jugoslovani | Srbi   | Hrvati | Остали |
| 1991 | 109    | 55.04%  | 26.6%       | 15.59% | 0.91%  | 2.04%  |

| Etnična sestava po popisu iz leta 2002 | Etnična sestava po popisu iz leta 2002 | Etnična sestava po popisu iz leta 2002 | Etnična sestava po popisu iz leta 2002 | Etnična sestava po popisu iz leta 2002 |
| -------------------------------------- | -------------------------------------- | -------------------------------------- | -------------------------------------- | -------------------------------------- |
| Madžari                                | Madžari                                |                                        | 62                                     | 34,44%                                 |
| Srbi                                   | Srbi                                   |                                        | 54                                     | 30,0%                                  |
| Romuni                                 | Romuni                                 |                                        | 9                                      | 5,0%                                   |
| Jugoslovani                            | Jugoslovani                            |                                        | 6                                      | 3,33%                                  |
| Romi                                   | Romi                                   |                                        | 3                                      | 1,66%                                  |
| Črnogorci                              | Črnogorci                              |                                        | 1                                      | 0,55%                                  |
| Hrvati                                 | Hrvati                                 |                                        | 1                                      | 0,55%                                  |
| Slovaki                                | Slovaki                                |                                        | 1                                      | 0,55%                                  |
| Neznano                                | Neznano                                |                                        | 1                                      | 0,55%                                  |